# Arroyo de Valdivielso
Arroyo de Valdivielso es una localidad del municipio burgalés de Merindad de Valdivielso, en la Comunidad Autónoma de Castilla y León (España).
La iglesia está dedicada a san Vicente mártir.

## Localidades limítrofes
Confina con las siguientes localidades:
- Al sureste con Valhermosa.
- Al sur con Condado.
- Al suroeste con Población de Valdivielso.
- Al oeste con Quecedo

## Demografía
Evolución de la población
| Gráfica de evolución demográfica de Arroyo de Valdivielso entre 2000 y 2020 |
|                                                                             |
| Población de derecho (2000-2020) según el padrón municipal del INE          |

## Historia

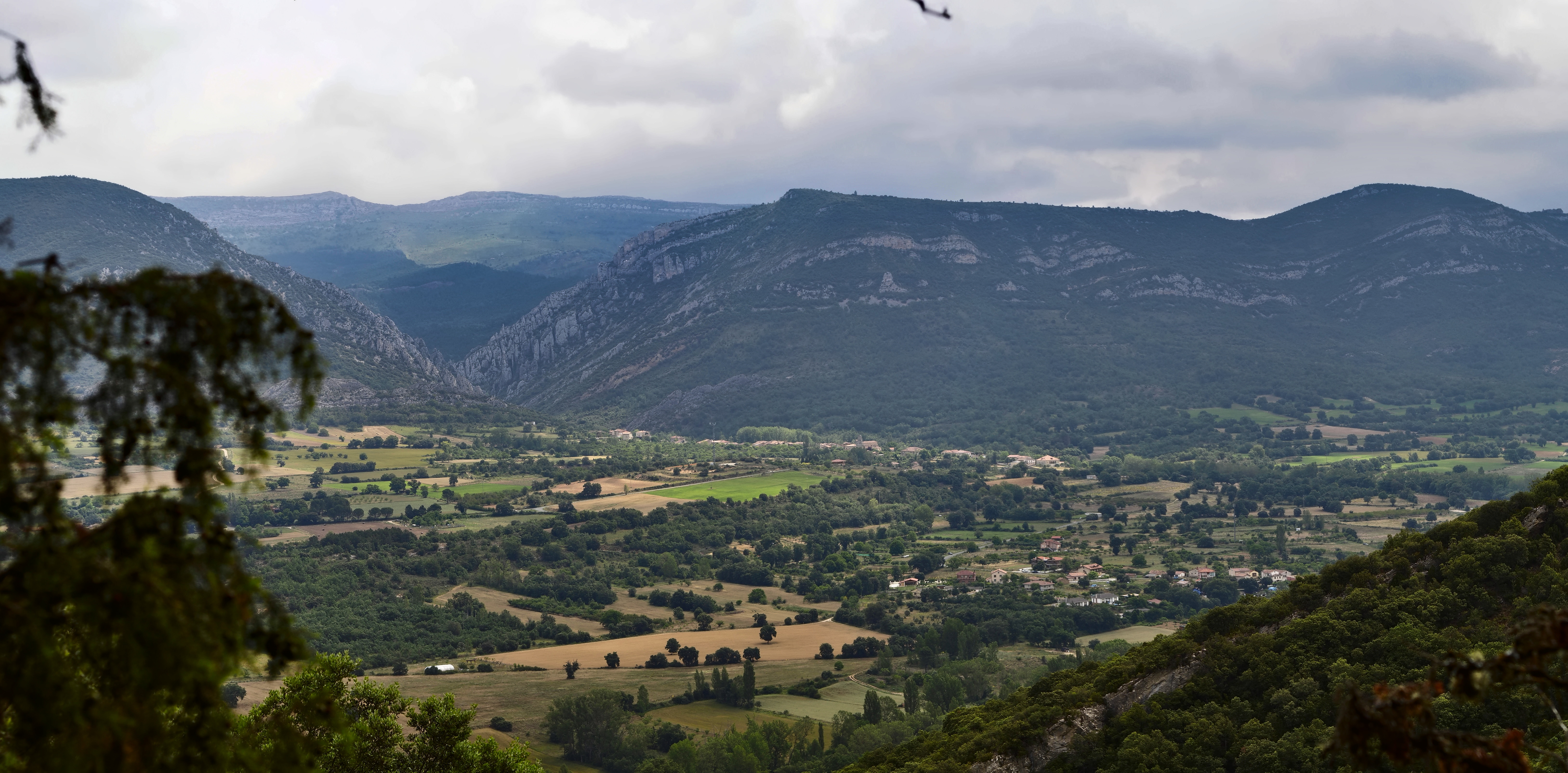
Arroyo de Valdivielso, al fondo de la imagen, a los pies del pico Alto Llano y el corto desfiladero de La Canaleja, que se interna en la sierra de la Tesla. A la derecha, la localidad vecina de Población de Valdivielso, del mismo municipio.

Así se describe a Arroyo de Valdivielso en el tomo III del Diccionario geográfico-estadístico-histórico de España y sus posesiones de Ultramar, obra impulsada por Pascual Madoz a mediados del siglo XIX:

Lugar en la provincia, audiencia territorial, capitanía general y diócesis de Burgos (11 ¼ leguas), partido judicial de Villarcayo (3), ayuntamiento del valle de Valdivielso; Situado a los 14º y 24’ de longitud, y a los 43º y 16’ de latitud N, inmediato a la sierra de Tesla, que se eleva 1.600 pies sobre la superficie horizontal del valle, en una inclinación de 40º al N del pueblo, en cuya dirección tiene un corte natural; se halla bien ventilado, reinando por las tardes generalmente el N; su clima, aunque fresco, no deja de ser caluroso en el verano, por las grandes alturas de que se encuentra cercado todo el valle; es sano, pues no suelen padecerse más que algunos reumas o enfermedades flemáticas, viéndose con frecuencia personas de avanzada edad. Tiene 45 casas de 25 a 30 pies de altura con 2 pisos; 6 de ellas forman un pequeño cuerpo de población, las restantes están en dirección de N a S diseminadas en 1 línea recta que tiene de longitud 3.800 pies castellanos; la única calle que cuenta aumenta su mal piso con el desprendimiento de las piedras que como no hay la menor policía urbana se cuida bien poco de reponer; hay 1 casa para la reunión de los regidores subalternos y los vecinos, 1 escuela de primeras letras en que se enseña a leer, escribir y contar a los 26 ó 30 niños de ambos sexos que la frecuentan, cuyo maestro está dotado con 50 ducados anuales por una fundación particular, percibiendo además de 3 a 4 celemines de trigo por cada niño que asiste de los pueblos inmediatos; 2 edificios; uno antiguo casi arruinado con 80 pies en su frontis, 60 de fondo y 50 de altura, teniendo contigua 1 torre desmantelada que indica ser del tiempo del feudalismo; y el otro moderno, deteriorado y ruinoso todo su interior con sólidas paredes de piedra sillería; y 1 iglesia parroquial situada en el centro del pueblo; edificio sencillo de una sola nave y sin más mérito artístico que algunos cuadros en el altar mayor que representan el martirio de su patrono San Vicente, por cuyo buen gusto manifiestan ser de nuestros distinguidos artistas del siglo XVI; la sirve 1 solo cura que por oposición le provee el diocesano en patrimoniales. Extramuros del pueblo existe 1 ermita con el título de Nuestra Señora de la O, o de la Redonda; y al lado NO del mismo una peña vertical horadada artificialmente por 15 partes seguidas, y a distancia de 20 pies unas de otras en forma de arcos esféricos con algunas desigualdades, y en sus entrada se distingue 1 plano horizontal de 6 pies de anchura, siendo lo demás 1 precipicio de 300 de profundidad, donde se dice se hallaba situada la ciudad de Iberia que figuró bastante en las disensiones civiles de los romanos en tiempo de Pompeyo y Julio César, pudiendo asegurarse desde luego la existencia de alguna población por los carbones, fragmentos de tejas y ladrillos y losas sepulcrales que se encuentran a cualquier excavación que se haga; las concavidades de los arcos de la peña que se describe, y sus alturas son capaces de contener de 15 a 20 hombres; se encuentran también en el monte que llaman San Pedro muchas y abundantes fuentes, que por la cortadura de la sierra bajan a surtir el pueblo, y con el sobrante regar sus tierras y las de Población. Confina el término por N con el de Quintana la Cuesta, por E con el de Val Hermosa, por S con el de Población, y por O con el de Quecedo; los confines del N distantes ¾ de hora, y los restantes 20 minutos cada uno. En él y junto al indicado San Pedro se encuentra 1 casa que se construyó con el fin de montar 1 fábrica de betún para los tejados, y aunque en pequeño se fabricó alguno de mediana calidad, pero el desgraciado incidente de haberse venido abajo el edificio antes de concluirse, desplomándose el tejado y piso superior, unido a la muerte del principal empresario, causaron el total abandono del proyecto. Hay igualmente 1 tinada para el ganado lanar de 7.735 fanegas de cabida, común con el lugar de Población. La mitad del terreno cultivado es cascajoso y de secano, y la otra mitad es arcilloso y de regadío; se divide en 3 suertes; la primera tiene 150 fanegas de sembradura, 50 la segunda y 100 la tercera, componiendo entre todas 300 fanegas que producen de 8 a 12 por 1, siendo la principal cosecha la del trigo, maíz, alubias, lino, patatas, frutas y algún vino, roturándose muy poco terreno por el entorpecimiento de la mancomunidad que en un todo tiene con el ya mencionado lugar de Población, y consumiéndose grandes caudales en pleitos por si se ha de dejar este o aquel terreno de pasada a pasto, etc., etc.; todo lo cual trae origen de ser los intereses opuestos, no pudiendo por lo mismo existir jamás aquella unión ni armonía que constituye la verdadera prosperidad de los pueblos. A la parte del N como se dijo al principio, se levanta la sierra de Tesla, a la del OE y S hay un plano próximamente horizontal con el desnivel necesario al riego, y al E, e inmediata al pueblo una profundidad de 40 pies, efecto de las corrientes de las abundantes aguas que descienden por la cortadura de la referida sierra, a la que se sigue otro plano con pequeñas desigualdades; la sierra es la misma cordillera que sale de Galicia y pasa a Cataluña tocando con la última casa del pueblo. La profunda margen del río Ebro que pasa a 25 minutos del lugar y junto al de Población, cruzando de O a E el término común a los 2 pueblos, si bien impide algún tanto pueda beneficiar con sus aguas algún terreno, no así las desbordaciones con las que inunda muchas tierras, llevándose molinos ganados, pontones y cuanto encuentra, sufriéndose perjuicios de consideración; las mayores que se han conocido son la del año 1775, que se elevó 24 pies sobre su nivel natural; la del 20 de agosto de 1830, que subió 25; y la del 2 de enero de 1834 que lo fue de 27 en el sitio llamado los Ocinos; sus aguas abundan en barbos, truchas, anguilas, cachos y bogas, difíciles de pescar por la profundidad de 20 a 40 pies que cuenta en los pozos en su estado natural; tiene 1 puente de cepas o estribos de piedra de mampostería sin mezcla, donde se fijan maderos de 15 a 20 pies de largo no muy bien asegurados, por lo que comúnmente desaparecen en cada crecida 1, 2 ó 3, de los 14 ó 16 que cuenta, contribuyendo también a ello estar poco elevados sobre la superficie de las aguas, pues el que más lo está a 5 pies; por este punto hay 1 vado fácil de cruzar en tiempos serenos; a su margen derecha e inmediato a los pontones antedichos mueve 3 piedras de 1 molino harinero, propiedad del marqués de Villabelviestre. Las aguas del arroyo perenne que forman las fuentes del término de San Pedro, y de que ya se habló más arriba, toman la dirección de N a S, y después de fertilizar gran parte de su terreno y el de Población, se incorporan al Ebro. Los caminos so locales, pero carreteros; Producciones: además de las ya indicadas, lo son cebada, avena, habas, garbanzos, titos y judías, resultando por 1 quinquenio 500 fanegas de trigo, 200 de alubias, 150 de maíz, 120 de cebada y avena, 90 de legumbres y 1.500 arrobas de patatas gallegas; hay 56 bueyes de labor, 10 asnos y 2 mulas; cría ganado lanar, y cabrío; además caza de liebres, perdices, y algunos zorros y lobos; algunas viñas que no dan el suficiente vino para el consumo del pueblo, y varios árboles frutales, cuya plantación acostumbra a hacerse anualmente; Industria: 1 telar de lienzos comunes, consumiéndose todos sus productos en el país, de donde salen las materias primas para su elaboración; 1 herrero que fabrica las herramientas necesarias para la labranza; el molino harinero de que ya se hizo mérito, y otros 2 de 1 piedra cada uno, impulsados por las aguas del arroyo enunciado en tiempo de lluvias y deshielo de nieves; Comercio: importación de trigo y vino de la parte de Rioja, y exportación de manzanas y peras; Población: 19 vecinos, 71 almas. Capital productivo: 225.220 reales. Imponible: 21.327 reales. Contribución: 936 reales 19 maravedíes. El presupuesto municipal ordinario asciende de 80 a 90 reales cubiertos parte del fondo de propios, y el déficit por reparto vecinal; aquellos consisten en 20 ó 25 reales, valor de la tinada, y de 6 a 8 los asestadores; el ramo de arbitrios en 40 ó 50 reales en que se remata la taberna.
Diccionario geográfico-estadístico-histórico de España y sus posesiones de Ultramar